# Asphoxenomyia smilacis
Asphoxenomyia smilacis är en tvåvingeart som beskrevs av Ephraim Porter Felt 1927. Asphoxenomyia smilacis ingår i släktet Asphoxenomyia och familjen gallmyggor. Inga underarter finns listade i Catalogue of Life.